# Есенціальна артеріальна гіпертензія
Есенціальна гіпертензія (первинна гіпертензія, стара назва гіпертонічна хвороба) — хронічне захворювання, основною клінічною ознакою якого є тривале і стійке підвищення артеріального тиску (гіпертензія) з невстановлених причин. За рекомендаціями ВООЗ підвищеним вважається САТ, що дорівнює або перевищує 140 мм рт. ст., ДАТ — 90 мм рт. ст.

## Класифікація
1. за ступенем (залежить від рівня АТ)
  - I ступінь: 140—159/90-99 мм рт. ст.
  - II ступінь: 160—179/100-109 мм рт. ст.
  - III ступінь: 180/110 мм рт. ст. і вище
2. за стадією (залежно від важкості ураження органів-мішеней: мозку, серця, нирок, артерій):
  - I — відсутні ознаки ураження органів-мішеней, реєструється лише підвищення АТ
  - II — мають місце зворотні зміни в органах-мішенях (мікроальбумінурія, ретинопатія, транзиторна ішемічна атака)
  - III — відбулися незворотні зміни в органах-мішенях (інсульт, інфаркт міокарда)
3. за ризиком серцево-судинних ускладнень
  - Незначний ризик (<1 %)
  - Низький ризик (1-3 %)
  - Помірний ризик (4-5 %)
  - Високий ризик (6-9 %)
  - Дуже високий ризик (10 % і більше)

### Стратифікація ризику
|                 | Категорія АТ       |                    |                    |                    |
| ФР, ПЗЗ або АКС | Висока нормальне   | АГ 1-го ступеня    | АГ 2-го ступеня    | АГ 3-го ступеня    |
| Немає.          | Незначний ризик    | Низький ризик      | Помірний ризик     | Високий ризик      |
| 1-2 ФР          | Низький ризик      | Помірний ризик     | Помірний ризик     | Дуже високий ризик |
| 3 ФР або УОМ    | Високий ризик      | Високий ризик      | Високий ризик      | Дуже високий ризик |
| ЦД              | Дуже високий ризик | Дуже високий ризик | Дуже високий ризик | Дуже високий ризик |

ФР — фактори ризику

УОМ — ураження органів-мішеней

ЦД — цукровий діабет

## Фактори ризику
Фактори ризику ЕГ, тобто чинники, які асоціюються з більшим ризиком розвитку захворювання в клініці прийнято поділяти на модифіковані (ті, що піддаються корекції) і немодифіковані (неможливо змінити, напр. вік, стать). Їх також можна ділити на основні (похилий вік, паління, дисліпідемія) і додаткові (порушена толерантність до глюкози, низька фізична активність).

### Модифіковані фактори ризику
- Паління: знижує ендотелій-залежну вазодилатацію, підвищує активність симпатичного відділу нервової системи, є фактором ризику розвитку ішемічної хвороби серця.
- Низька фізична активність (гіподинамія)
- Абдомінальне ожиріння: обсяг талії >102 см для чоловіків і >88 см для жінок
- Надлишкове споживання кухонної солі: надлишок натрію збільшує об'єм циркулюючої крові, викликає набухання стінок артеріол, підвищує чутливість судинної стінки до судинозвужувальних чинників.
- Недостатнє надходження з водою і їжею кальцію і магнію, мікроелементів і вітамінів
- Зловживання алкоголем
- Дисліпідемія: загальний холестерин крові >6,5 ммоль/л (250 мг/дл) або ХС ЛПНЩ >4,0 ммоль/л (155 мг/дл) або ХС ЛПВЩ <1,0 ммоль/л (40 мг/дл) для чоловіків і <1,2 ммоль/л (48 мг/дл) для жінок.
- психо-емоційні стресові ситуації

#### Немодифіковані фактори ризику
- Стать: чоловіки мають вищий ризик захворіти
- Похилий вік: чоловіки старше 55 років і жінки старше 65 років
- Генетична схильність: сімейний анамнез ранніх серцево-судинних захворювань
- Порушення толерантності до глюкози

## Клінічні прояви
Артеріальна гіпертензія характеризується тривалим безсимптомним перебігом. Зазвичай, симптоми хвороби проявляються під час гіпертонічних кризів (головний біль, запаморочення та інші неврологічні розлади, біль у грудях, задишка, відчуття страху). Прогресування ЕГ проявляється ураженням органів-мішеней.

### Ураження органів-мішеней
- Ураження серця: ознаки гіпертрофії ішемічної хвороби серця і прогресуючої серцевої недостатності, інфаркт міокарда;
- Ураження мозку: прогресуючи неврологічні розлади, гіпертонічна енцефалопатія, порушення зору, інсульт;
- Ураження нирок: ознаки ниркової недостатності, напр. мікроальбумінурія, підвищення креатиніну, сечовини плазми крові;
- Ураження периферичних судин: переміжна кульгавість, генералізоване або фокальне звуження артерій сітківки (ретинопатія).

## Діагностика
Діагностика артеріальної гіпертензії ґрунтується на показниках вимірювання артеріального тиску. Для встановлення діагнозу гіпертонічної хвороби необхідно провести як мінімум три незалежних вимірювання, при яких виходять підвищені значення артеріального тиску. Діагноз ЕГ ставиться після виключення можливих причин симптоматичної гіпертензії. Для діагностики вторинних артеріальних гіпертензій, а також для визначення уражень внутрішніх органів проводять додатково обстеження: загальний аналіз крові, загальний аналіз сечі, УЗД серця і внутрішніх органів, ЕКГ, ДМАТ і інше.
Добове моніторування АТ — це метод дослідження, що полягає в одяганні на пацієнта автоматизованого тонометра, що фіксує артеріальний тиск протягом 24 годин, з інтервалом заданим програмою (як правило від 10-60 хвилин вдень до 30-120 хвилин вночі). В результаті, за добу виходять кілька десятків результатів вимірювань. На підставі цих даних можна судити про середній АТ протягом доби, середній АТ протягом ночі, середній АТ в денний час та багато інших параметрів.
Крім показників рівня АТ, можна отримати дані, які непрямим чином свідчать на користь гіпертонічної хвороби. Наприклад, про наявність чи відсутність гіпертонічної хвороби можна судити по швидкості і величині зниження артеріального тиску в нічний час або швидкості його підйому в ранкові години.

## Лікування
Основна мета лікування хворих АГ полягає в максимальному зниженні ризику розвитку серцево-судинних та інших ускладнень і смерті від них, а також покращення якості життя. Для досягнення цієї мети потрібно не тільки зниження АТ до нормального рівня, але і корекція всіх факторів ризику: куріння, дисліпідемії, гіперглікемії, ожиріння, і лікування супутніх захворювань — цукрового діабету та ін. Лікування має бути постійним, протягом всього життя. Зникнення неприємних відчуттів і зниження артеріального тиску не дають підстав припиняти лікування.

### Заходи щодо зміни способу життя
- відмова від куріння
- нормалізація маси тіла
- збільшення фізичних навантажень
- зниження споживання кухонної солі до 5 г/добу
- збільшення споживання рослинної їжі, зменшенням споживання тваринних жирів, збільшенням у раціоні калію, кальцію, що містяться в овочах, фруктах, зернових, і магнію, що міститься в молочних продуктах
- обмеження споживання алкогольних напоїв

### Медикаментозна терапія
В даний час для терапії гіпертензії рекомендовані наступні класи антигіпертензивних препаратів:
- діуретики (сечогінні засоби),
- альфа і бета-адреноблокатори
- антагоністи кальцію
- інгібітори АПФ
- антагоністи рецепторів до ангіотензину II
- агоністи імідазолінових рецепторів.

Підбір препарату або комбінації препаратів повинен здійснювати лікар.

### Інтервенційні методи лікування
Також в деяких країнах практикується інвазивний метод лікування артеріальної гіпертензії, стійкої до медикаментозної терапії, шляхом ниркової симпатичної денервації. Таке втручання досить провести один раз, щоб пацієнт більше не потребував щоденного прийому препаратів. У тілі людини не залишається ніяких чужорідних предметів. Вся маніпуляція проводитися ендоваскулярним методом за допомогою спеціального катетера, який вводиться в ниркові артерії.